# Dimorphandra davisii
Dimorphandra davisii är en ärtväxtart som beskrevs av Thomas Archibald Sprague och Noel Yvri Sandwith. Dimorphandra davisii ingår i släktet Dimorphandra och familjen ärtväxter. Inga underarter finns listade i Catalogue of Life.